# Deborah Lurie
Deborah Ruth Lurie (Boston, Massachusetts, 9 de março de 1974) é uma compositora, arranjadora e produtora musical estadunidense.

## Carreira
Seu trabalho apareceu em filmes como Dear John, An Unfinished Life, Safe Haven e 9. Lurie também foi arranjadora para artistas de pop e rock como Katy Perry, Kelly Clarkson e The All-American Rejects. Em 2015, recebeu o prêmio Shirley Walker da ASCAP para homenagear suas contribuições para a diversidade da música no cinema e na televisão. Lurie também foi uma dos compositores entrevistados para o documentário Score, de 2016. A Academia de Artes e Ciências Cinematográficas estendeu sua associação a ela em 2016 por suas contribuições para o cinema.